# Centre d'Entraînement au Combat d'Arta Plage
Il Centre d'Entraînement au Combat d'Arta Plage, o "Arta Beach Combat Training Center" (abbreviato CECAP) è un centro addestramento dell'Armée de terre, situato ad Arta, sulle rive del Golfo di Tagiura, nella Repubblica di Gibuti.
Dal 1978 era formato da elementi della Compagnia Comando e dai Servizi della 13a Semibrigata  della Legione straniera francese  mentre dal luglio 2011, quando il suo corpo di supporto (il 13° DBLE) lasciò  il territorio, il CECAP si fuse con il "Djibouti Desert Training and Hardening Center" (CAIDD) per formare il "Djibouti Combat Training and Hardening Center" (CECAD).

## Storia
Fu creato nel 1978 per sostituire un vecchio centro anfibio che esisteva a Obock (creato nel 1974 da due istruttori di commando, il subacqueo Gérard Foulatier e Jean-Louis Hauguel della Marina militare nazionale, poi rilevato nel 1976 da cinque incursori del "Commando Montfort"). Chiamato "Centro anfibio Cavagna", dal nome di un sottufficiale morto durante un lancio in mare da un elicottero, crebbe rapidamente di dimensioni attraverso l'ampliamento delle piste di terra e di acqua, la creazione di poligoni di tiro, fino a essere riconosciuto ufficialmente come centro di addestramento per commando nel 1982 dallo Stato Maggiore dell'Esercito, con il nome di "Centro di addestramento per commando di Arta Plage".
Nel 2008, con la ristrutturazione dell'esercito francese e in particolare con la soppressione dei centri di addestramento dei commando in quanto tali, e per adattarsi alle nuove forme di combattimento apparse all'inizio degli anni 2000, il CECAP è stato trasformato in "Centro di addestramento al combattimento di Arta Plage".
Tra gennaio e marzo 2011, gli ultimi due “corsi lunghi” (con rilascio di attestati) si sono svolti a beneficio di due reparti in missioni di breve durata, la 5a Compagnia del 2° REI  e la Compagnia di supporto del 1° REG 2. Nel luglio 2011, al momento della partenza dalla regione della 13ª Mezzabrigata della Legione straniera francese, il Centro viene recuperato dal 5° RIAOM. Cambiò nome in CECAD (Centro di addestramento e rafforzamento al combattimento di Gibuti).

## Missione

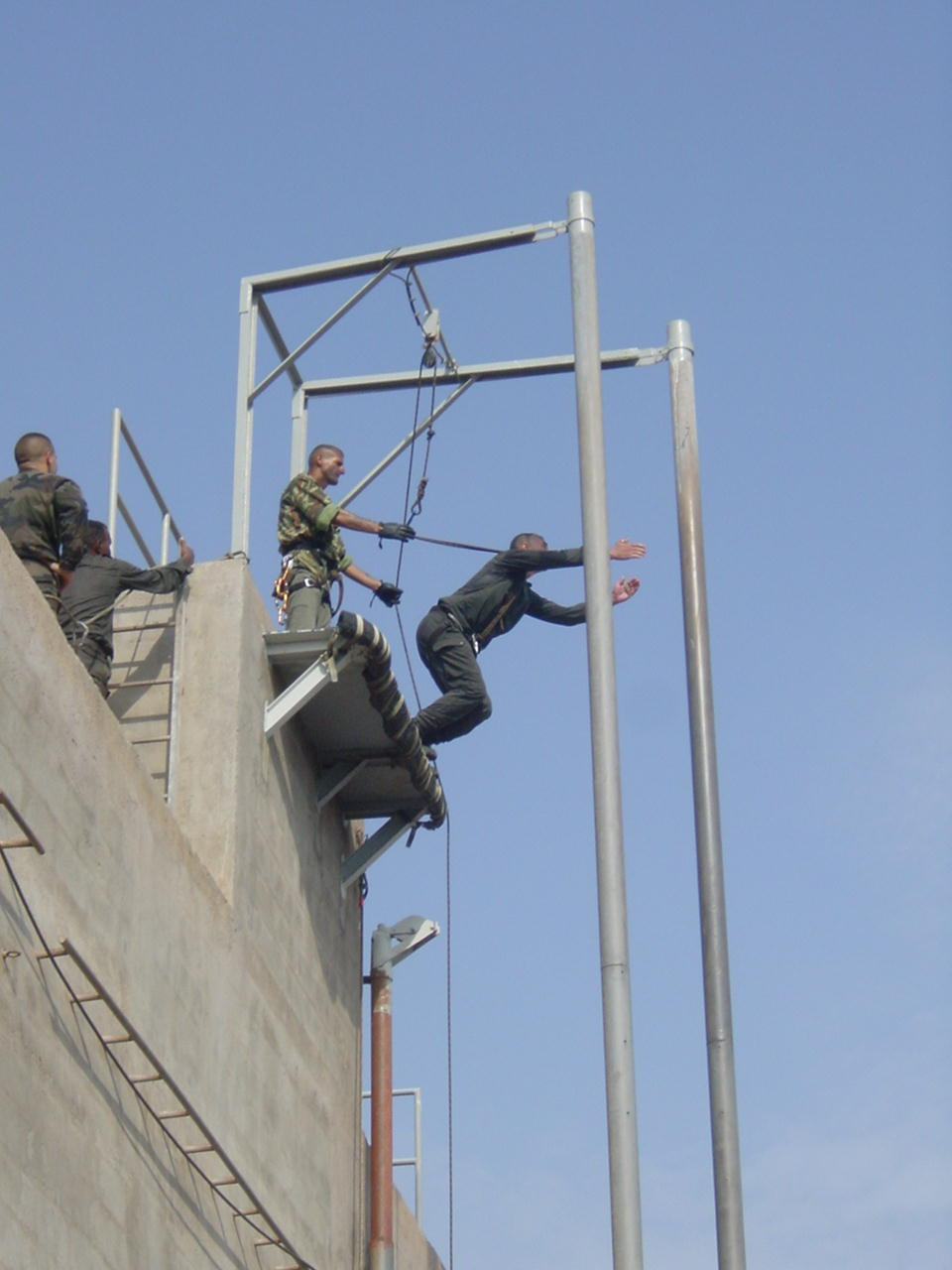
«Gli asparagi» al CECAP.

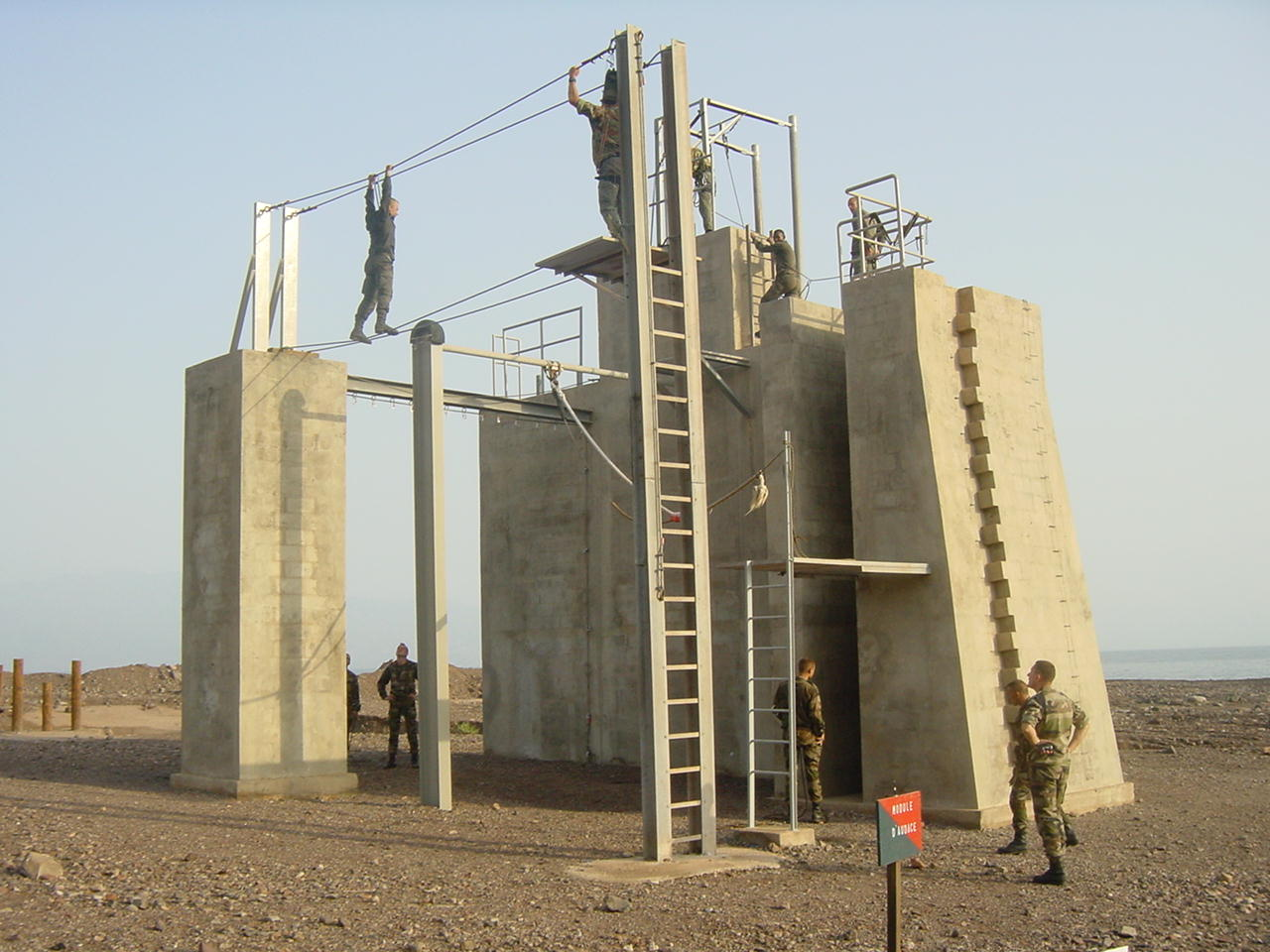
Blocco di arrampicata al CECAP.

La sua missione principale è quella di addestrare al combattimento e al rafforzamento della resistenza nel deserto le unità delle forze armate francesi di stanza a Gibuti (FFDJ), unità permanenti (con soldati di stanza per due anni) o in missioni di breve durata (per quattro mesi). Parallelamente a questa missione, il CECAP ha organizzato corsi di formazione specifici, in particolare per gli allievi ufficiali della scuola di fanteria, delle unità di polizia o di gendarmeria francesi o delle forze straniere. Funge anche da centro di riflessione e sperimentazione di tecniche di combattimento in ambienti estremi, nonché di tecniche anti-guerriglia.

## Organizzazione
Come in altri centri di questo tipo, CEFE e CEC FOGA, la formazione si concentra sulla resistenza, sulla condizione fisica e sull'adattamento alle condizioni climatiche. I soldati vengono addestrati nella pratica delle piste (tipo "pista del rischio") sia terrestri che acquatiche, nel combattimento ravvicinato, nella gestione degli esplosivi, nel tiro, ecc. Dal 2008, l'addestramento fornito dal CECAP è cambiato, passando gradualmente dalle tecniche di commando a quelle anti-guerriglia. L'obiettivo è quello di preparare le unità di transito a operare in teatri e configurazioni simili a quelli riscontrati in Afghanistan. A partire dalla prima metà del 2009, la sezione lavori della società di ingegneria avviò la costruzione di una "FOB" (Forward Operating Base) per consentire alle unità destinate a combattere in Afghanistan di familiarizzare con questo tipo di postazione di combattimento collettiva.

## Galleria fotografica

Militari americani di diverse unità al  CECAP
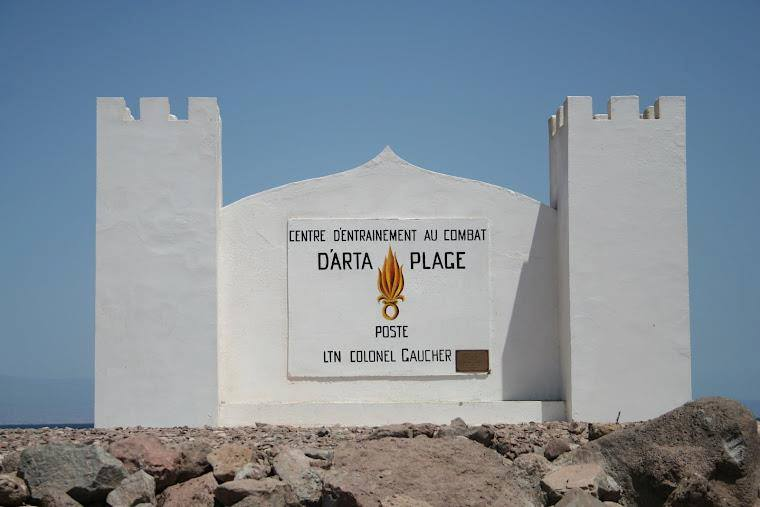
Entrata al Centro.
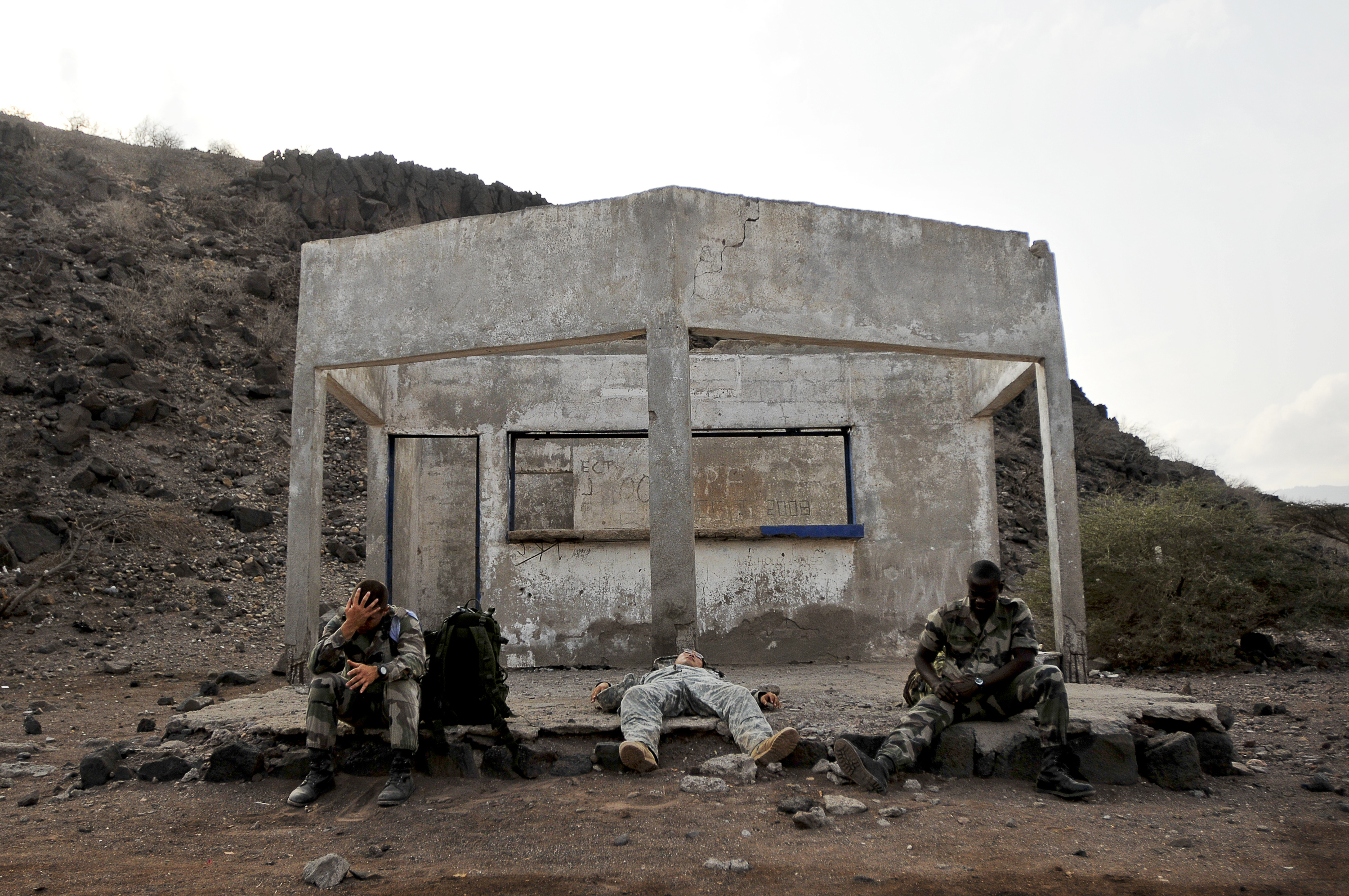
Marines americani si riposano.
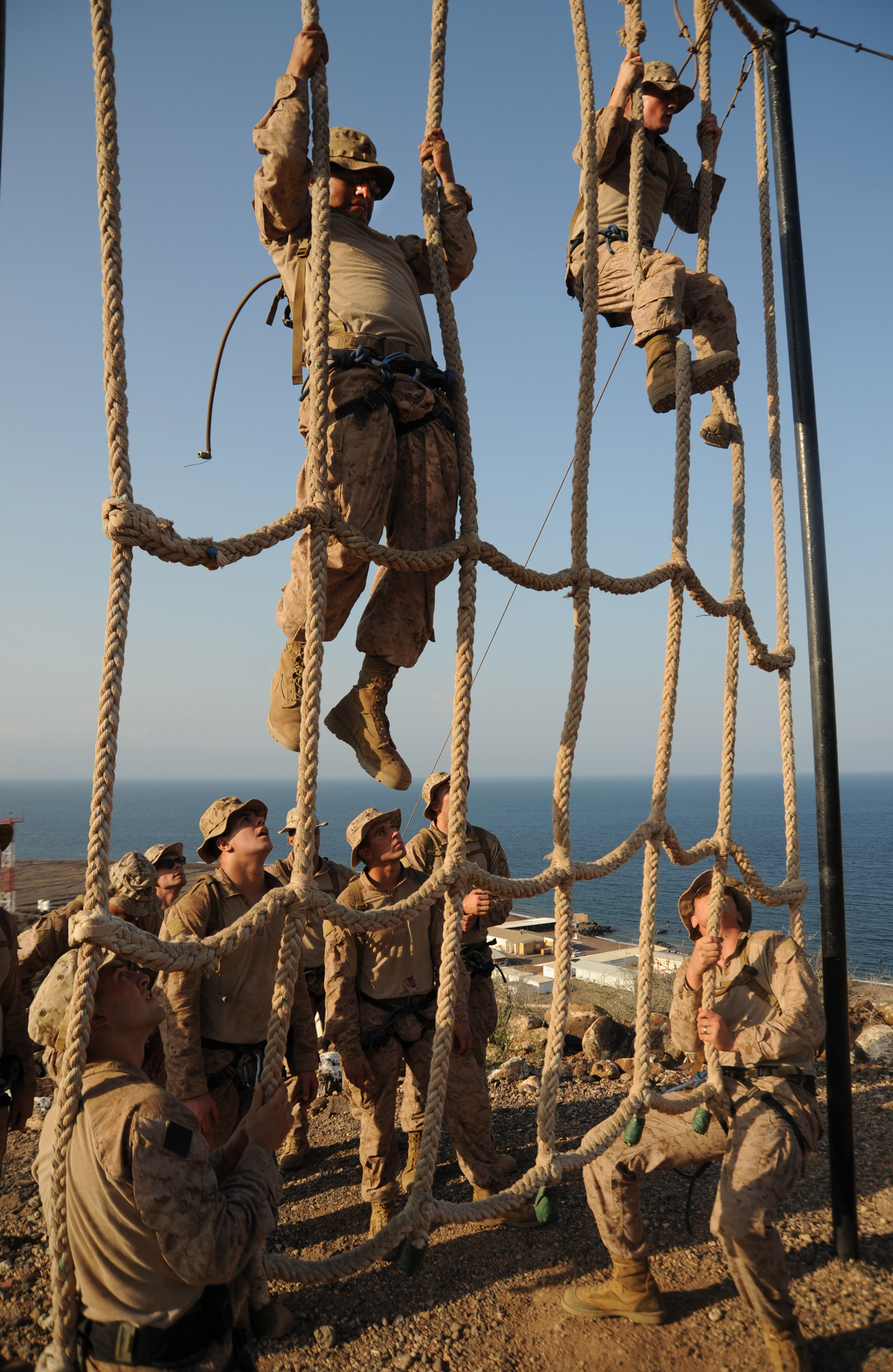
Marines americani su una rete d'abbordaggio.
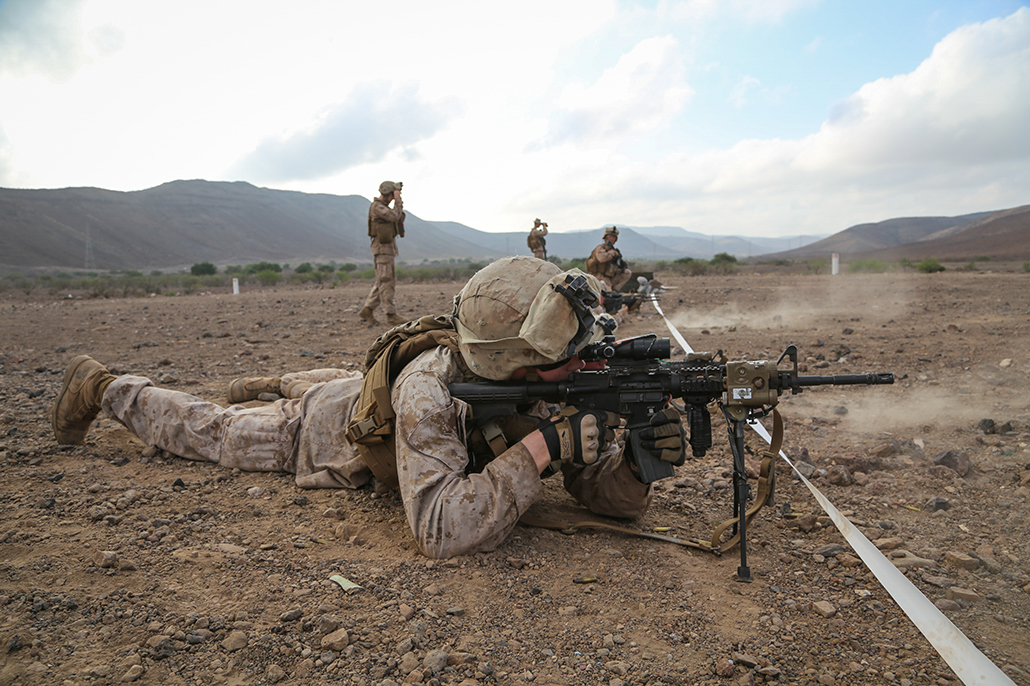
Marines al poligono di tiro.
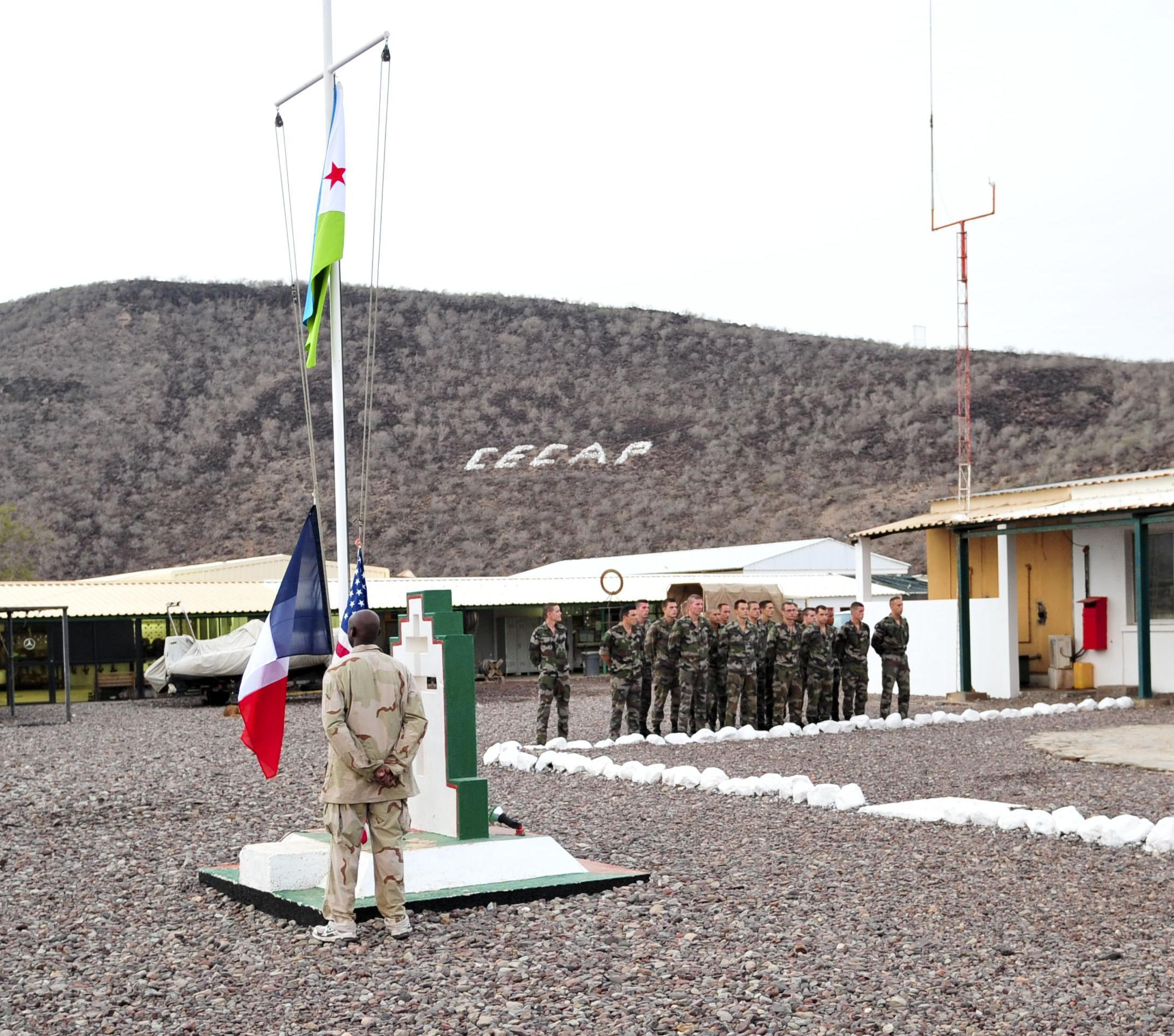
Legionari  e un marine americano all'alza bandiera.
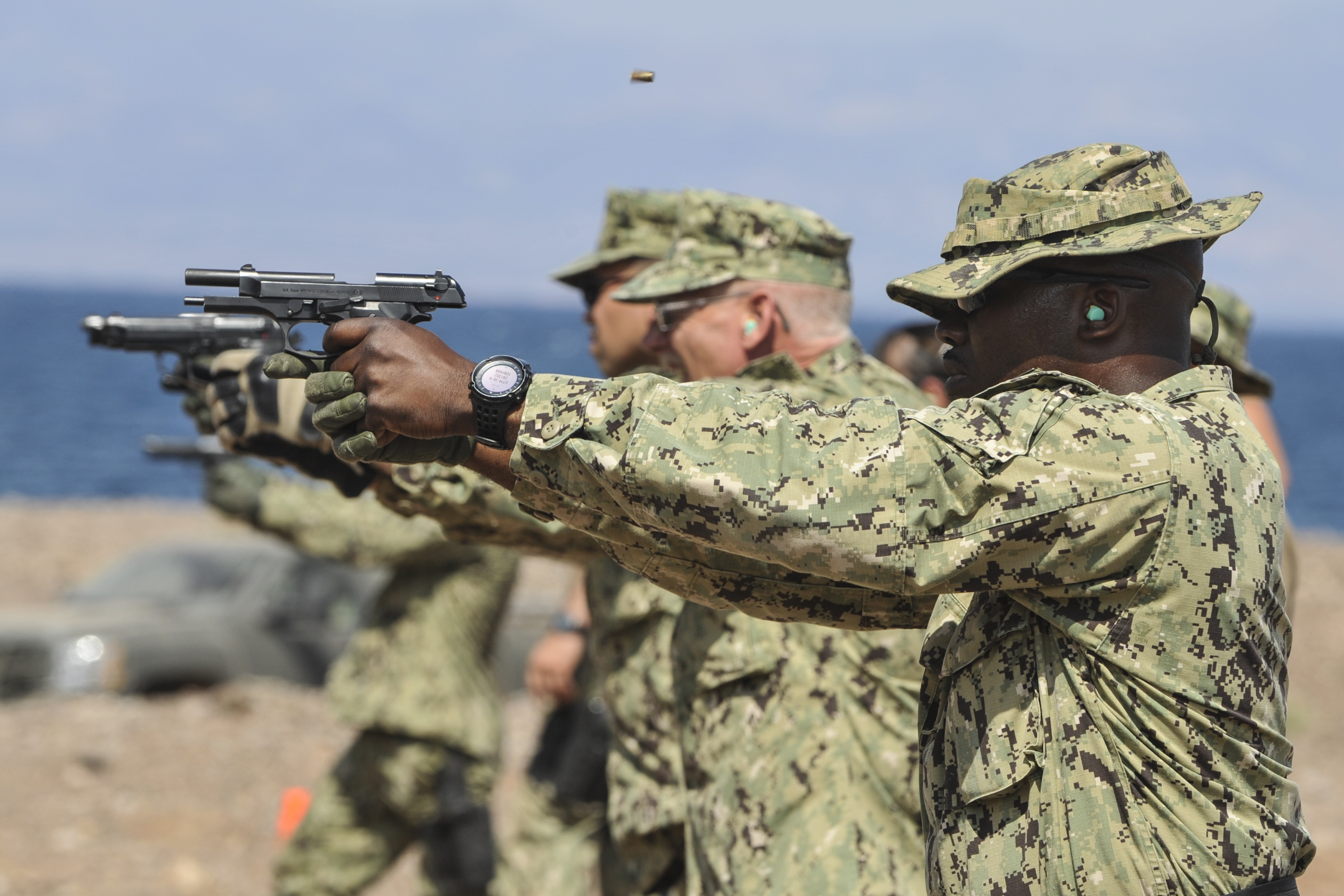
Marines americani si addestrano al tiro con la pistola M9.
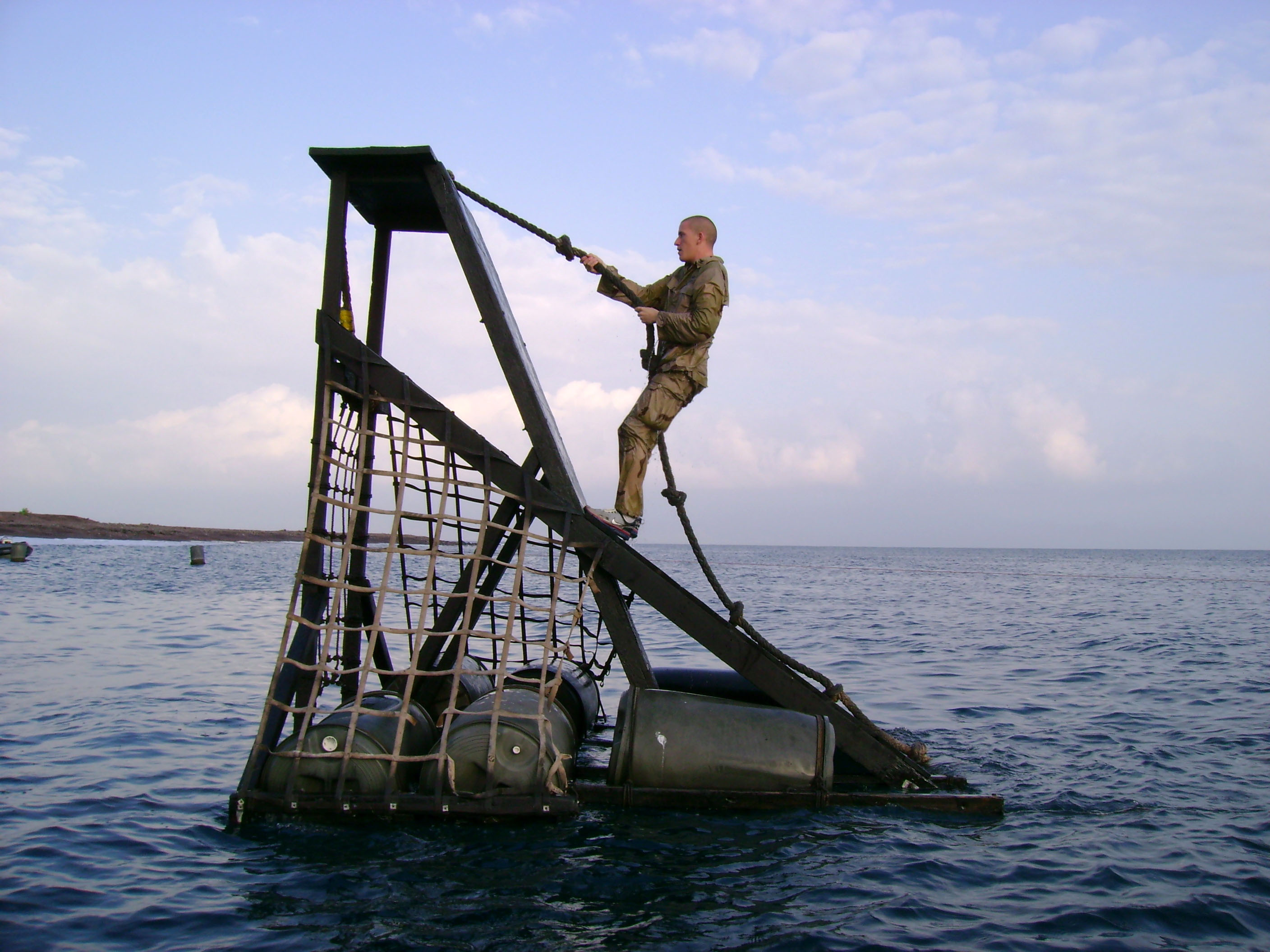
Un militare americano  attraversa un ostacolo in mare.
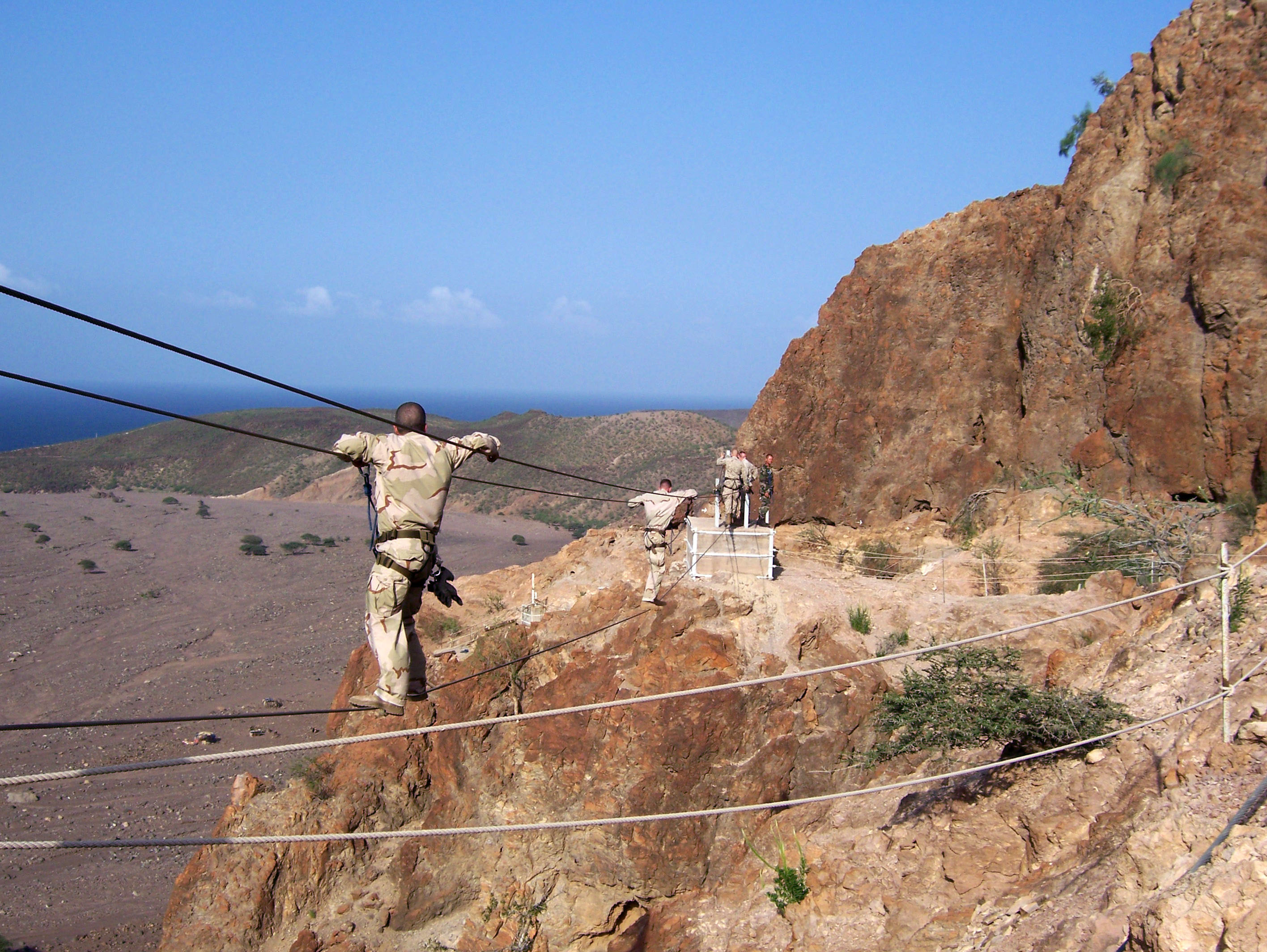
Due soldati dell'esercito americano attraversano un "ponte di corda".
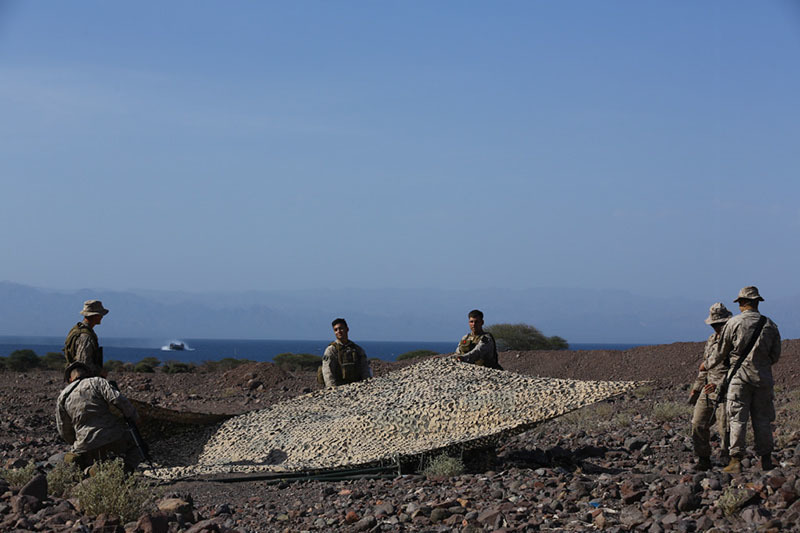
I marines americani dispiegano reti mimetiche.
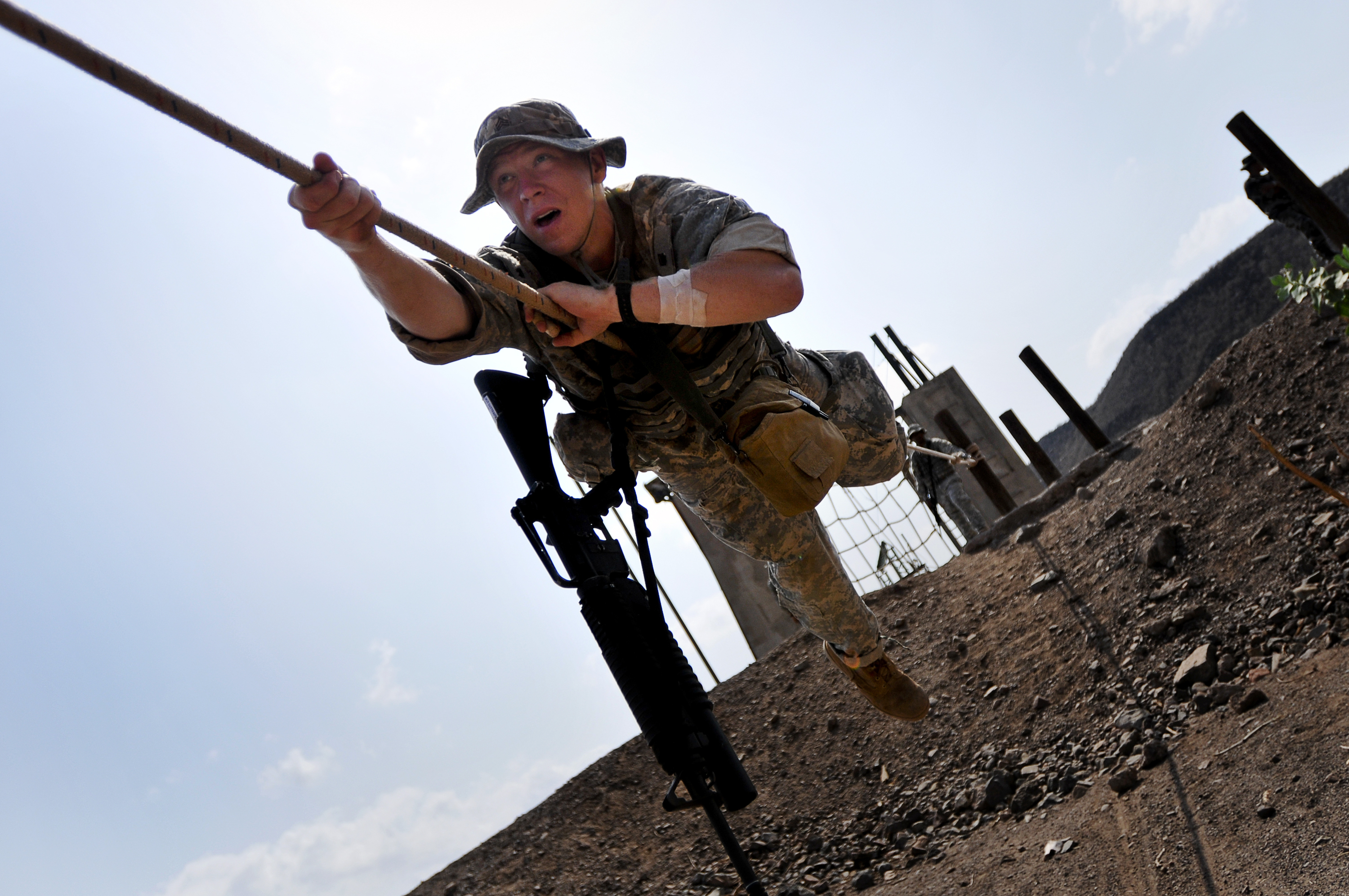
Un marinaio della Marina degli Stati Uniti su una "zip line".
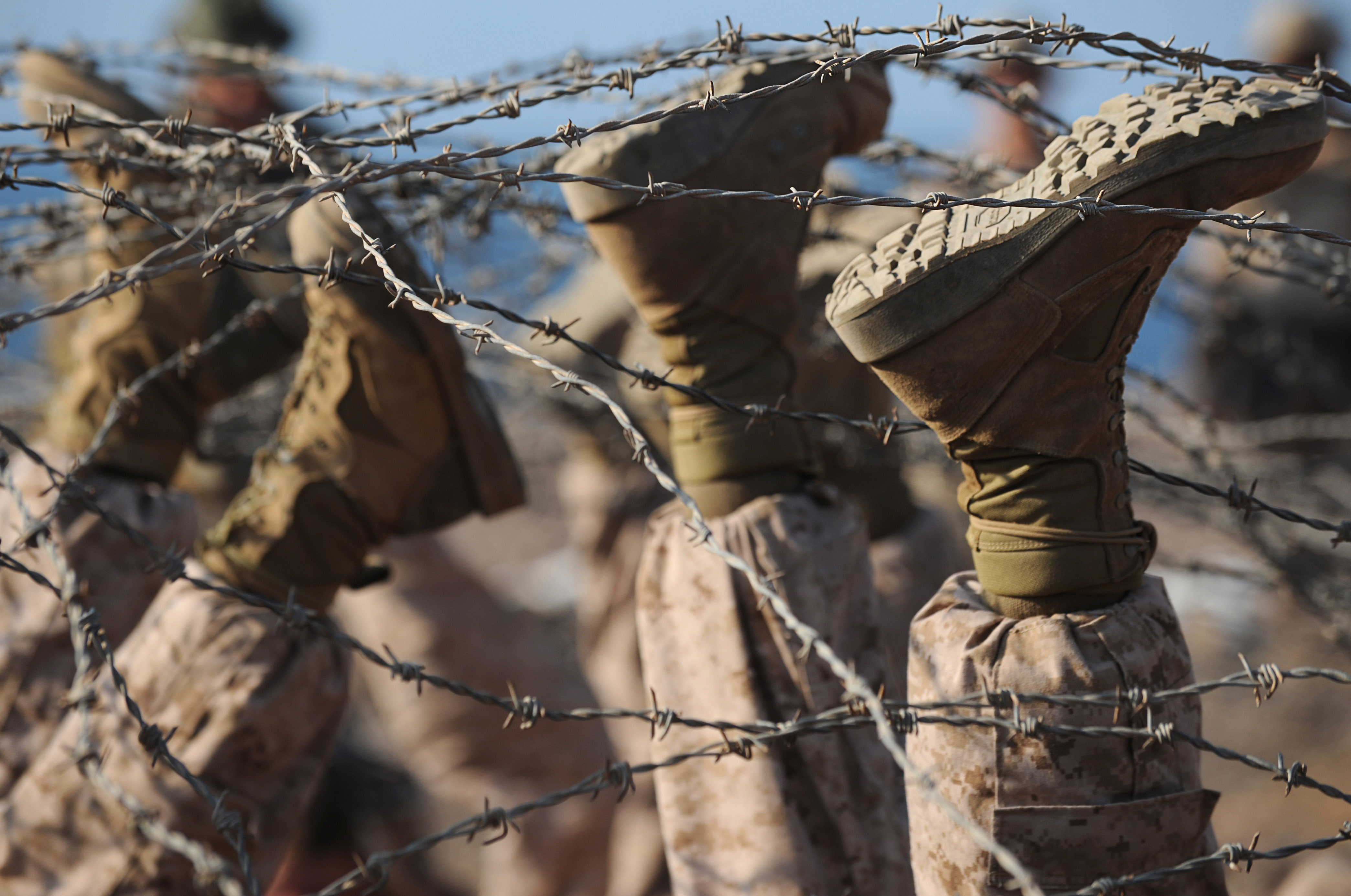
I marines americani sollevano una recinzione di filo spinato con i piedi per facilitare il passaggio dei loro commilitoni.